# 박필리·박사눌 교지첩
박필리·박사눌 교지첩(朴弼理·朴師訥 敎旨帖)은 대한민국 경상남도 창원시 마산합포구, 경남대학교 박물관에 있는 교지첩이다. 2015년 6월 11일 경상남도의 유형문화재 제578호로 지정되었다.

## 지정사유
박필리(朴弼理, 1687- ?)는 자가 경옥(景玉)이며, 호는 성암(醒庵)이다. 본관은 반남(潘南)으로, 증조부는 유(瀏), 조부는 세헌(世櫶), 부친은 사헌부장령(司憲府掌令)을 지낸 태창(泰昌)이다.
박사눌(朴師訥, 1707- ?)의 자는 유민(幼敏)이다. 본관은 반남(潘南)이며, 박필리(朴弼理, 1687- ?)의 아들이다. 1740년(영조 16) 증광시에서 병과 36위(46/51)로 급제했다. 외조부는 이우상(李宇相), 처부는 한경상(韓慶相)이며, 한성에 거주했다.
박필리·박사눌 교지첩은 양대에 걸친 고신교지와 유지가 거의 대부분 수록되어 있다는 점에서 매우 의미가 크다.
또한 박필리와 박사눌이 평생 동안 관직에 진출한 과정을 구체적으로 살펴볼 수 있으며, 사대부의 벼슬살이에 대한 이해를 실제 자료에 바탕하여 고찰할 수 있는 귀중한 자료이므로 ‘경상남도 유형문화재’로 지정한다.

## 참고 자료
- 박필리·박사눌 교지첩 - 국가유산청 국가유산포털